# Idioma púnico

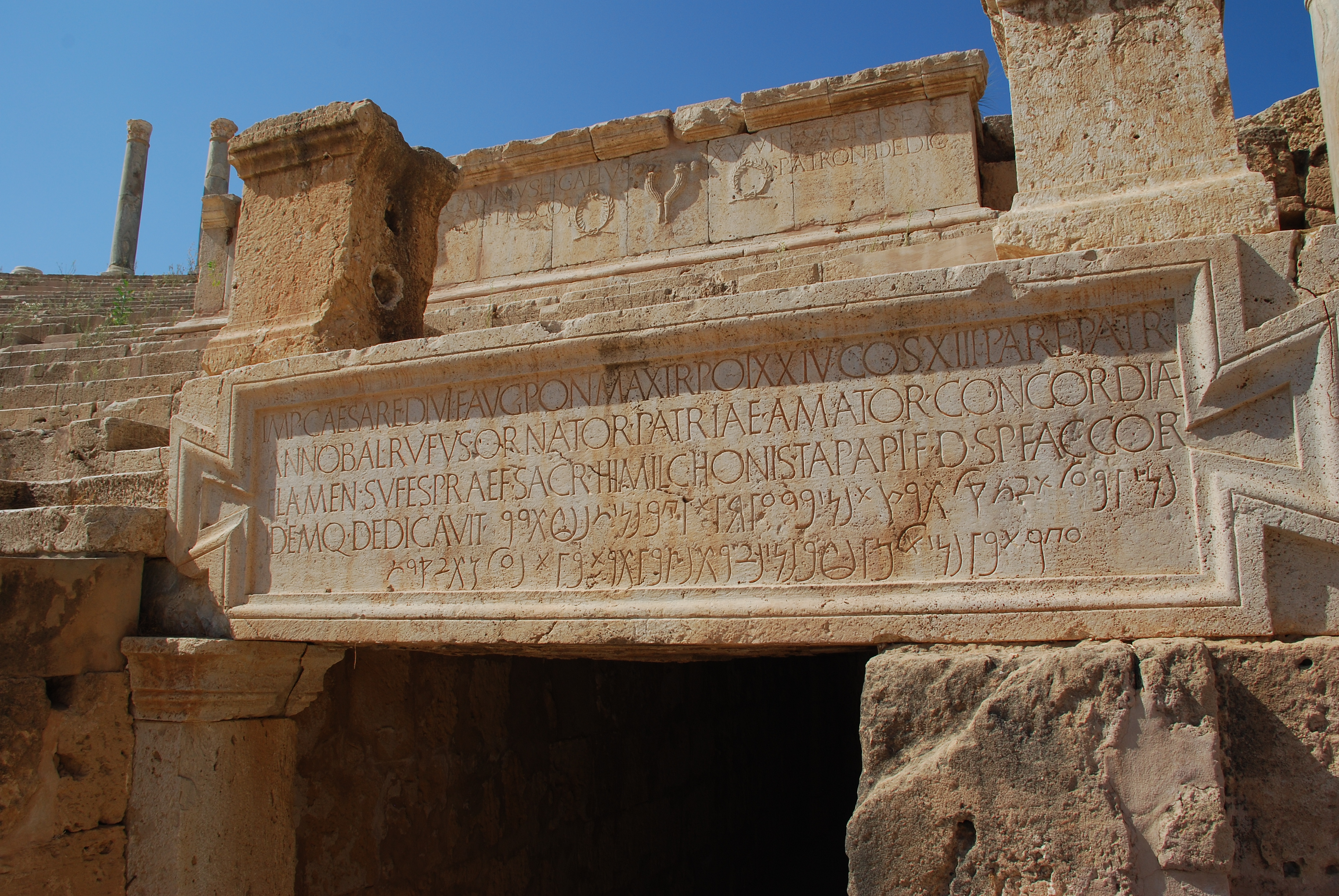
Inscripción bilingüe en Leptis Magna

El idioma púnico o cartaginés (en púnico 𐤃𐤁𐤓𐤉𐤌 𐤊𐤍𐤏𐤍𐤉𐤌, dabarīm kanaʿnīm o 𐤃𐤁𐤓𐤉𐤌 𐤐𐤍𐤉𐤌, dabarīm pōnīm) fue una lengua semítica hablada en el Norte de África, sur de la península ibérica y algunas islas del Mediterráneo de la zona controlada por la antigua ciudad de Cartago. Filológicamente es considerado un dialecto del fenicio.

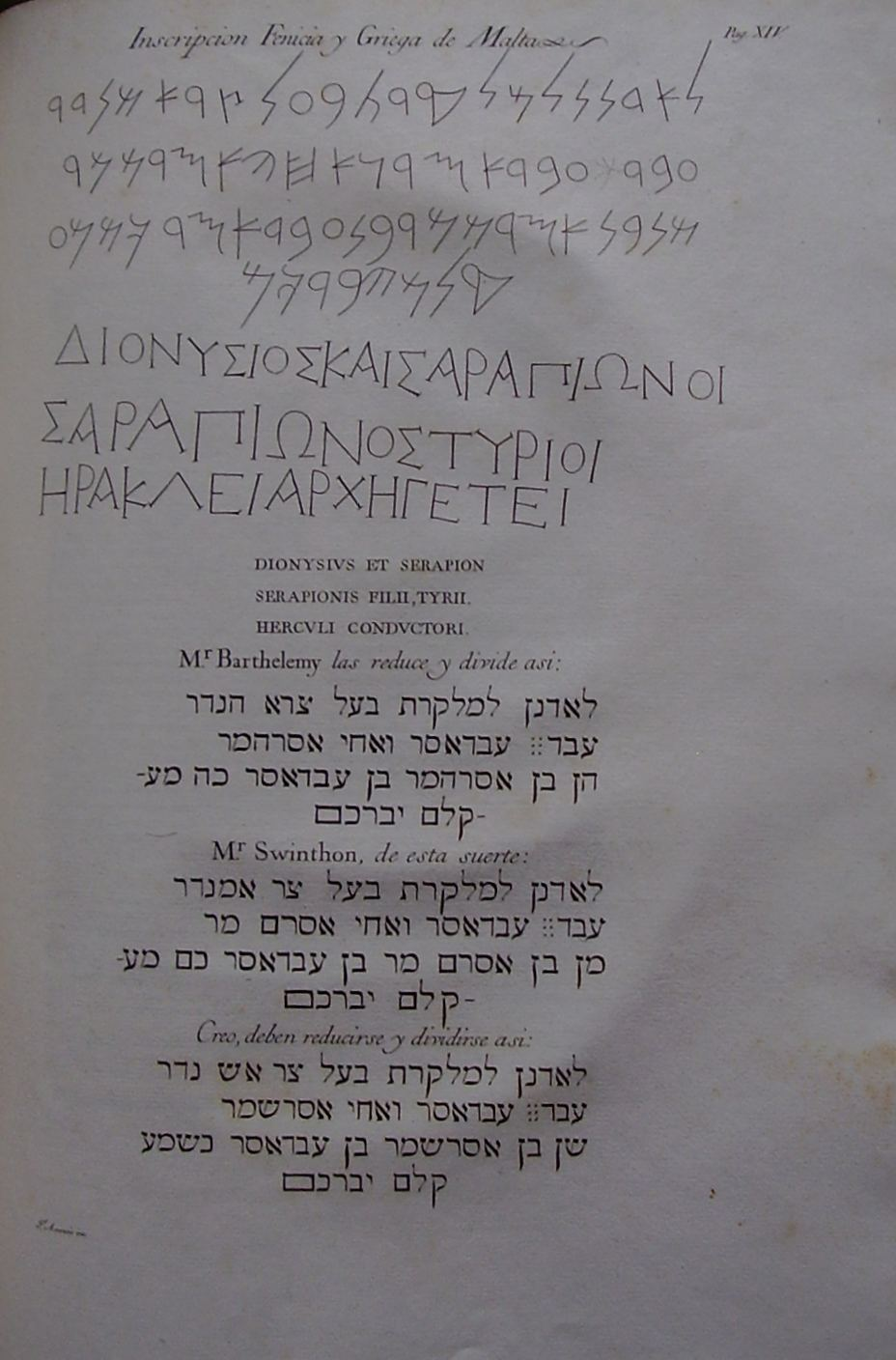
Inscripción bilingüe greco-fenicia hallada en Malta. En este libro, El alfabeto y lengua de los Fenices y de sus colonias (1772), dio Francisco Pérez Bayer por primera vez la lectura exacta del texto fenicio.

Las fuentes para el estudio del púnico, al igual que del fenicio, se basan principalmente en las inscripciones que se han conservado, dado que la mayor parte de la literatura fenicio-púnica se ha perdido. La obra Poenulus de Plauto contiene unas cuantas líneas en púnico que han sido intensamente estudiadas porque, al contrario que las inscripciones realizadas con el alfabeto fenicio, contienen las vocales.
Se suele considerar a Agustín de Hipona como el último escritor importante de la Antigüedad que tuvo conocimientos de púnico. De acuerdo con sus comentarios, el púnico todavía se hablaba en su región (Norte de África) en el siglo V y sus hablantes todavía se referían a sí mismo como chanani («cananeos», es decir, «fenicios, cartagineses)». Alrededor del año 401, Agustín escribía en una de sus cartas:

Quae lingua si improbatur abs te, nega Punicis libris, ut a viris doctissimis proditur, multa sapienter esse mandata memoriae. Poeniteat te certe ibi natum, ubi huius linguae cunabula recalent.
Si rechazas esta lengua, estás negando lo que han admitido muchos hombres eruditos: son muchas las cosas que han sido sabiamente preservadas del olvido gracias a libros escritos en púnico. Hasta avergonzado debieras estar de haber nacido en el país en que la cuna de este idioma todavía sigue caliente.
Epistola xvii

La idea de que el púnico ejerció cierta influencia en el idioma maltés se propuso por primera vez en 1565. Esta teoría se considera totalmente desacreditada; las principales teorías lingüísticas defienden que el maltés deriva del árabe sículo, con gran cantidad de préstamos del italiano. Con todo, es seguro que el púnico se habló en Malta durante parte de su historia, como demuestran los Cipo de Melqart y otras inscripciones halladas en el archipiélago.

## Literatura

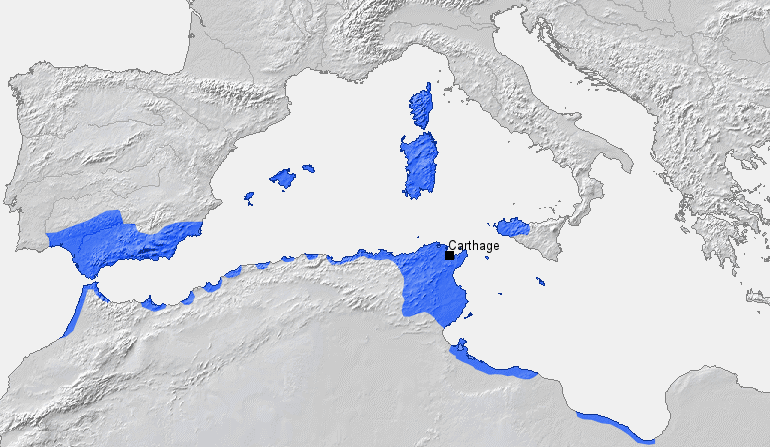
Extensión del territorio cartaginés antes de la primera guerra púnica.

Con el auge de Cartago en el siglo V a. C., el fenicio se convirtió en una lengua de prestigio en el Mediterráneo, compitiendo con el latín y el griego. Se sabe que durante esta época se tradujeron obras de la literatura griega al fenicio, aunque apenas han quedado fragmentos de ellas. Abajo se citan dos fragmentos del Poenulus («El pequeño cartaginés»), traducción de la obra griega ὁ Καρχηδόνιος (ho Karkhēdónios, «el cartaginés»), posiblemente del poeta Alexis (ca. 375-275 a. C.) y de las que Plauto incluyó fragmentos de la traducción de esta misma obra al púnico, así como de varias otras traducciones de que tuvo conocimiento, a fin tanto de divertir a la audiencia con el sonido extraño de una lengua como que sirviera de pie para juegos de palabras y errores de traducción:

Acharistocles: Mu? 
 Milphio: Ponnim sycartim 
 Acharistocles: Bal umer! Iadata?
Acaristocles: ¿Qué? 
 Milfión: ¿Recuerdas algo de púnico? 
 Acaristocles: ¡Ni una palabra! ¿Sabes tú?
Traducción púnica del Karkhedonios (¿de Alexis?), incluida en el Poenulus de Plauto.

Megadorus: Neste ien. Neste dum et 
 Euclio: Al. Anec este mem
Megadoro: Bebamos vino; bebamos la sangre de la vid. 
 Euclión: No, ¡yo beberé agua!
Traducción púnica de la Aulularia de Menandro, incluida en el Poenulus de Plauto.

## Dialectología
El púnico es en principio el dialecto fenicio de las colonias occidentales, destacando la de Cartago por su papel centralizador. Desde aproximadamente el siglo V a. C. siguió evolucionando con cierta independencia de los dialectos orientales. Sus principales divergencias, no obstante, pueden deberse a la interacción del elemento fenicio con el sustrato lingüístico de los pobladores originales: bereber, ibero, etc. Una de las diferencias entre el fenicio y el púnico es el artículo, 𐤄𐤀 (ha-) en fenicio y 𐤀 (ʿa) sin aspiración, en púnico. Sin embargo, las diferencias fonéticas tendían a no representarse en la escritura, más conservadora que la lengua oral, por lo que son en gran medida desconocidas. Morfológicamente, destaca el pronombre de 3.ª persona singular en 𐤌- (-im) a diferencia del pronombre fenicio, sin reflejo en la escritura pero pronunciado (o(:) en masculino y -a(:) en femenino); también se da el uso del pronombre determinativo -𐤔 (ši-), desconocido en fenicio estándar, que indicaba el genitivo indirecto y en el constructo 𐤔𐤋𐤉 (šillī) tomaba el carácter del pronombre posesivo independiente («mío»). También existían diferencias de tipo sintáctico, sobre todo en la formación de los diversos tiempos verbales.
Tras la caída de Cartago, se desarrolló el llamado «neopúnico» o «púnico tardío» que, ya sin la influencia cultural conservadora de la capital ni de las metrópolis fenicias, evolucionó más rápido y acusando muchas veces influencias locales no semíticas.